# Men's Health
Men's Health è un mensile pubblicato negli Stati Uniti e in altri Paesi del mondo.

## Storia editoriale
È stato pubblicato per la prima volta negli Stati Uniti nel 1987 dall'editore Rodale, di Emmaus (Pennsylvania). I direttori dell'edizione americana sono stati Mark Bricklin (1987-88), Mike Lafavore (1988-99), Greg Gutfeld (1999-00) e David Zinczenko, in carica dall'anno 2000. A partire dal 2004 Zinczenko ha incominciato a far comparire in copertina sportivi e celebrità come David Beckham, Mark Wahlberg, Jason Statham, Gerard Butler, LeBron James, J.J. Watt, Josh Duhamel, Barack Obama, Matthew McConaughey e Dwyane Wade vestiti, cambiando lo stile degli anni 1990 in cui in copertina comparivano modelli palestrati come Gregg Avedon, Scott King, Bradly Tomberlin, Timothy Adams e Owen McKibbin rigorosamente a petto nudo.
Attualmente è di proprietà della Hearst Magazine Media, Inc..

### Edizione italiana
L'edizione italiana del periodico di Rodale Press è pubblicato in joint venture al 50% con Arnoldo Mondadori Editore. Il primo numero è uscito il 4 maggio del 2000 ed è stato subito accolto con grande interesse dai lettori, che l'hanno immediatamente ritenuto un mezzo efficace e soprattutto affidabile per avere informazioni utili al benessere del corpo come della mente. Fitness, alimentazione, salute, sessualità e moda sono da sempre i temi forti trattati dal giornale, che si occupa comunque dell'universo maschile a 360°. Motivo per cui - giunto ormai al suo decimo anno di pubblicazione in Italia - «Men's Health» continua a essere un importante punto di riferimento per 569.000 italiani.
Nel 2013 la Mondadori decide di dismettere la propria partecipazione. La Rodale mette sul mercato la licenza, che viene acquisita da Edisport Editoriale.

#### Direttori
Gestione Mondadori
- Andrea Biavardi (maggio 2000 - novembre 2002)
- Gian Maria Madella (dicembre 2002 - novembre 2004)
- Emanuele Farneti (dicembre 2004 - dicembre 2006)
- Luigi Grella (gennaio 2007 - giugno 2013)

Gestione Edisport
- Enrico Barbieri (luglio 2013 - giugno 2016)
- Aldo Ballerini (luglio 2016 - in carica)[4]